# Custura, Brăila
Custura este un sat în comuna Racovița din județul Brăila, Muntenia, România.